# Chuy García
Jesús G. García, detto Chuy (Durango, 12 aprile 1956), è un politico statunitense, membro della Camera dei Rappresentanti per lo stato dell'Illinois dal 2019.

## Biografia
Ultimo di quattro figli, García nacque in Messico e all'età di nove anni si trasferì con la famiglia a Chicago, dove il padre aveva trovato lavoro. Dopo il college frequentò l'Università dell'Illinois a Chicago e contemporaneamente lavorò per la Legal Assistance Foundation e per il Little Village Neighborhood Housing Service.
Politicamente attivo con il Partito Democratico, nel 1983 fu collaboratore di Rudy Lozano, che si era candidato alla carica di aldermanno nel consiglio comunale di Chicago. Nel corso della campagna elettorale tuttavia Lozano fu assassinato in casa sua e l'evento scosse García al punto da spingerlo a candidarsi in prima persona: ricoprì dapprima un ruolo di funzionario all'interno del partito e successivamente, nel 1986, fu eletto egli stesso aldermanno nel consiglio comunale. Venne riconfermato per altri due mandati nel 1987 e nel 1991.
Nel 1992 divenne il primo latinoamericano eletto all'interno del Senato di stato dell'Illinois, la camera alta della legislatura statale. Fu riconfermato per un secondo mandato nel 1996, ma venne sconfitto nelle primarie nel 1998. Dopo aver lasciato il seggio, fondò e diresse il Little Village Community Development Corporation.
Nel 2010 vinse un seggio all'interno del Consiglio dei Commissari della contea di Cook e nel 2015 si candidò alla carica di sindaco di Chicago, venendo sconfitto dal primo cittadino uscente Rahm Emanuel. Nel 2018, quando il deputato Luis Gutiérrez annunciò il suo ritiro, García si candidò per il suo seggio alla Camera dei Rappresentanti e riuscì ad essere eletto.
Ideologicamente García si configura come progressista.